# Nikon Z50
La Nikon Z50 è la prima fotocamera mirrorless in formato DX di Nikon.

## Descrizione
Presentata nel 2019 è la prima mirrorless della serie Z che adotta il sensore DX da 20,9 megapixel, un mirino elettronico da 2360 k-punti (XGA) OLED e 209 punti AF. 
Registra fotografie in formato RAW, JPEG e RAW+JPEG a 12 o 14 bit, video in MOV ed MP4 con una sensibilità ISO che varia da 100 a 51.200.

## Caratteristiche Tecniche
La Nikon Z50 è dotata di un sensore APS-C da 20,9 MP, con una gamma ISO che va da 100 a 51.200, espandibile fino a 204.800. La fotocamera supporta la registrazione video in 4K UHD a 30 fps senza ritaglio e permette di scattare fino a 11 fotogrammi al secondo, rendendola adatta anche per la fotografia d'azione. Tuttavia, manca la stabilizzazione sul corpo macchina, una scelta comune per le mirrorless di questa fascia di prezzo; la stabilizzazione si trova invece sugli obiettivi compatibili.